# Астрофизическая обсерватория КубГУ
Астрофизическая обсерватория КубГУ основана в 1957 году как станция оптических наблюдений (СОН) за ИСЗ Астрономического совета АН СССР при Краснодарском пединституте. С 1970 года входит в состав физико-технического факультета (ФТФ) Кубанского государственного университета. С 1970 по 1993 года являлась станцией оптических наблюдений ИСЗ № 1027 Астрономического совета АН СССР.

## Руководители обсерватории
- Лотменцева Елена Михайловна
- Иванов Владимир Николаевич.
- сейчас — Александр Леонидович Иванов

## История обсерватории
Астрофизическая обсерватория КубГУ основана в июне 1957 году как станция оптических наблюдений за ИСЗ Астрономического совета АН СССР при Краснодарском пединституте. После переименования Краснодарского пединститута в 1970 году входит в состав физико-технического факультета (ФТФ) Кубанского государственного университета. С 1970 по 1993 года являлась станцией оптических наблюдений ИСЗ с кодовым обозначением «1027». В 1978 году при обсерватории появился астрономический кружок, хотя официально астрономический кружок в КубГУ начал работу только с 1986 года, как юношеское отделение ВАГО АН СССР. Постоянным и бессменным руководителем и организатором астрономического кружка является А.Л.Иванов в 1988 году на базе обсерватории появился студенческий астрономический клуб. Обсерватория КубГУ предоставила место для работы астрономического клуба «45». 12 декабря 2010 года обсерватории был присвоен код Центра малых планет «C40».

## Инструменты обсерватории
Первые инструменты обсерватории (в бытность Станция оптических наблюдений ИСЗ №1027 - СОН ИСЗ №1027 Астрономического совета АН СССР при КубГУ):
- АТ-1 — астрономическая труба (6х50мм)1957-1961 год
- бинокуляр ТЗК (Труба зенитная командирская) (1959—1964) (12х80мм)
- бинокуляр ТЗК М (1959—1964) (12х80мм)
- бинокуляр БМТ 110М (20Х110) (с 1961 по 1993 год) (20х110мм)
- НАФА 3С-25 (Уран 9, 100/250мм) — фотографическая камера (с 1957 до конца 60 -х годов) (D = 100 мм, F = 250 мм)
- 3С-50 (Индустар 52, 100/500мм) — фотографическая камера (с 1957 до конца 60 -х годов) (D = 100 мм, F = 500 мм)

В обсерватории установлены 6 куполов: один 4 метра (новый 4-х метровый купол производства САО РАН, установлен 18 июля 2009 года). Пять канадских куполов диаметром 2,4 метра. 
- бинокуляры:

25-35х 150 мм
Телескопы:
- военный телескоп для наблюдений ИСЗ: зеркально-линзовая камера системы Слифогта с 530-мм мениском (в 1987 году ИНАСАН передал комплект оптики находящейся в Симеизской обсерватории)[2] (D = 503 мм, F = 3000 мм) —  KT-50
- Астросиб RC 508 — 20" Ричи-Кретьен (Савельев Антон, № 0001) (D = 508 мм, F = 4064 мм)
- 18-см Гамильтон Интес-Микро (D = 180 мм, F = 540 мм)
- рефрактор 156 мм — гид с КСТ-1 (2 шт) (D = 156 мм, F = 960 мм) —
- Цейсс-150 Менискас (Менисковый — Кассегрен) (D = 150 мм, F = 2250 мм) (1973г)
- Мицар (2 шт) (D = 110 мм, F = 806 мм)
- MEADE 90ЕТХ (D = 90 мм, F = 1250 мм) (Максутов-Кассегрен)
- MEADE 8 LX90 (D = 203 мм, F = 2000 мм) (Шмидт-Кассегрен)
- MEADE 12" LX200 (D = 305 мм, F = 3048 мм) (2004 год) (Шмидт-Кассегрен)

Приемники излучения (ПЗС-камеры):
- ST-6 + SBIG CFW8А (2005 год, передан ИНАСАН)
- SBIG ST8 + SBIG CFW8А
- Камера DSI
- Камера DSI III
- ПЗС-камера FLI PL16803

## Направления исследований
- ИСЗ, Объекты на геостационарной орбите (1957—1993 гг)
- С 2005 года: кометы, астероиды, сверхновые, Новые звезды, космический мусор, ИСЗ.
- Сейчас основные направления: учебный процесс и научно-исследовательские работы
- Наблюдение КА Спектр-Р, по международной программе РАДИОАСТРОН.

## Основные достижения
- Краснодарская СОН ИСЗ №1027 (ныне Астрофизическая обсерватория КубГУ) участвовала в наблюдениях по отечественным и четырем международным программам активных и пассивных космических аппаратов различного назначения от Первого Спутника до космических станций, в т.ч. первого корабля-спутника, орбитальных станций Салют и пилотируемый комплекс Мир.
- В 17 декабря 1989 года Борис Скоритченко — член Краснодарского клуба любителей астрономии открыл комету, впоследствии названной C/1989 Y1 (Скоритченко — Джорджа).
- За 2006—2007 года в среднем наблюдалось по 25 комет в год
- За 2006—2007 года было получено около 12000 снимков с астрометрией и фотометрией

## Известные сотрудники и выпускники
- Барабанов Сергей Иванович, выпускник 1991 года — Директор Звенигородской обсерватории Института астрономии АН России[3]
- Макаров Дмитрий Игоревич - сотрудник САО РАН
- Скоритченко Борис Николаевич — открыватель кометы C/1989 Y1 (Скоритченко — Джорджа) (1989 год)

## Адрес обсерватории
- С 1957 до 1970 (?) года обсерватория располагалась в Краснодарском пединституте (так до 1970 года назывался КубГУ) — угол улиц Чапаева и Красноармейской.
- С 1970 года — Краснодар, ул. Ставропольская, д. 149 (на крыше здания КубГУ)

## Наблюдательные базы
- Поселок Мезмай (850 метров над уровнем моря, FWHM=1.5", яркость неба 21.5 зв.вел. с кв.сек) (Место базы на картах Google)
- Турбаза «Солнечный ветер» — недалеко от хребта Гуам (1200м)
- Под Афипской (монтировка Парамаунт, телескоп 400 мм Мид ACF и FLI 8300 с турелью и фильтрами BVRI, 80 ЕД АПО с ST2000 с турелью фильтров BVRI)

## Интересные факты
- Данная обсерватория обладает самым большим числом телескопов и ПЗС-камер на территории бывшего СССР